# Falketind
Falketind és una muntanya situada al municipi d'Årdal, al comtat de Vestland, Noruega. Està situada a la serralada de Jotunheimen dins l'Àrea de protecció del paisatge d'Utladalen. La muntanya es troba a 7 quilòmetres a l'est de l'antiga granja de la muntanya, Vettismorki, i 7,5 quilòmetres al nord-oest del llac Tyin.
L'ascens l'any 1820 va ser la primera ascensió a una muntanya alpina a Noruega. L'equip d'escalada va incloure Baltazar Mathias Keilhau i Christian Peder Bianco Boeck. En aquell moment la muntanya va ser anomenada Koldedalstinden, però Aasmund Olavsson Vinje la reanomenà Falketind cinquanta anys més tard. En retrospectiva, l'expedició que condueix a la primera ascensió va ser coneguda com el "descobriment de Jotunheimen" (Jotunheimens oppdagelse).
El primer element és falk, que significa "falcó" i l'últim element és tind que significa "pic de la muntanya".